# Giovanni Garzoni
Giovanni Garzoni (1419-1506) fue un humanista y médico italiano. También fue profesor de medicina y profesor de retórica en Bolonia.

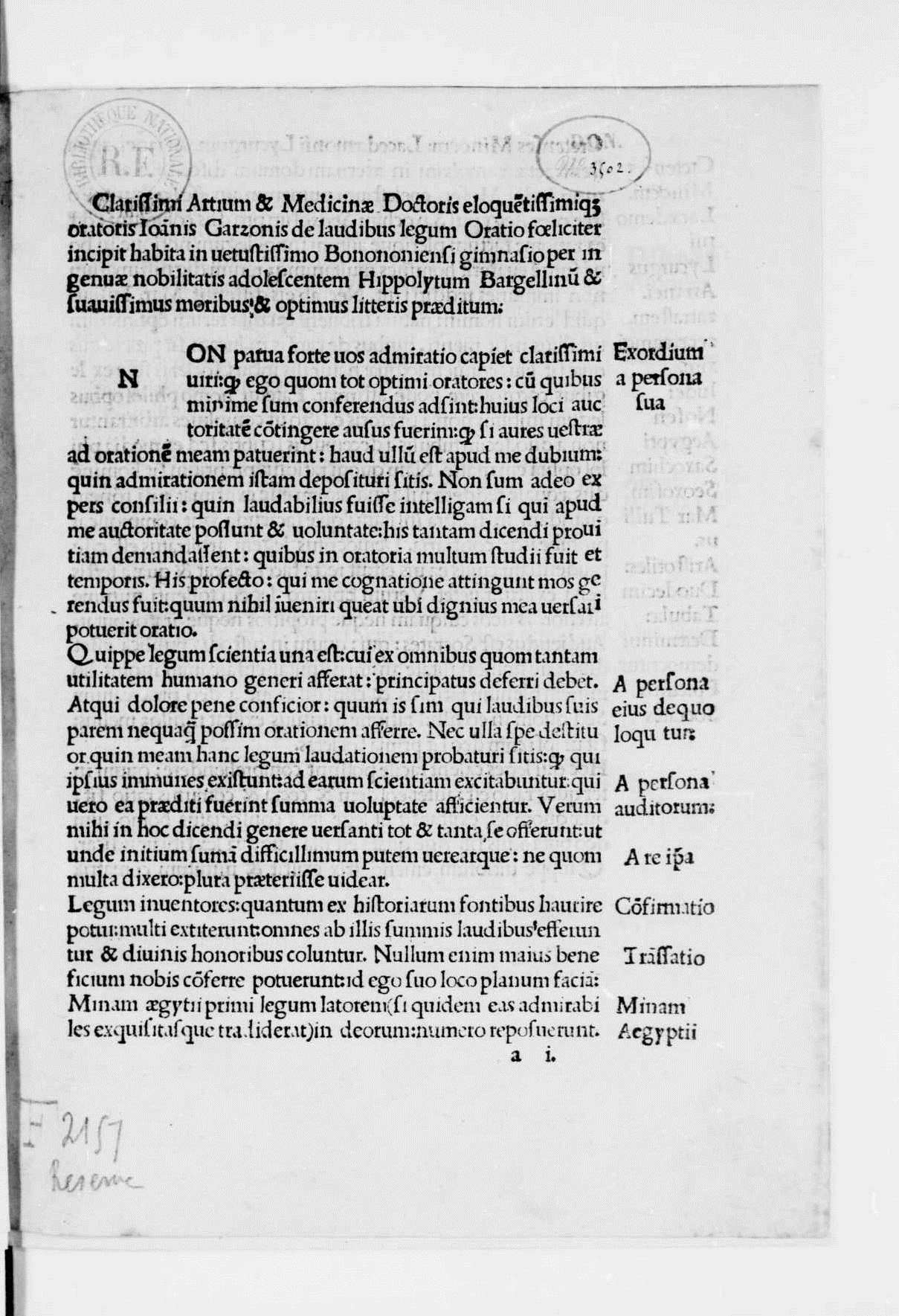
Oratio de laudibus legum, 1499.

## Biografía
Nacido en Bolonia en 1419 como hijo de Bernardo Garzoni, médico y retórico. Ya en su juventud, el principal interés de Garzoni fue la retórica, cuando pudo haber sido instruido por su padre Bernardo Garzoni y por Giovanni Lamola, y conoció a humanistas como Leonardo Bruni. Cuando su padre se convirtió en uno de los médicos del papa Nicolás V (entre 1447 y 1455), Giovanni lo acompañó a Roma. Los primeros textos existentes de Barzoni datan de este período, incluido un códice de 300 folios de largo, que consiste principalmente en el Tractatus enmendado por Petrus Hispanus; y algunos poemas y otras obras menores. Aquí también conoció a otros humanistas como Teodoro Gaza.
Fue alumno de Guarino de Verona, con quien estudió a Juvenal, y de Lorenzo Valla, quien fue su maestro durante cuatro años. En 1455, trabajó para el cardenal Domenico Capranica, para quien viajó a Nápoles. Parte de este trabajo se realizó junto con Jacopo Piccolomini-Ammannati, un compañero humanista y luego cardenal. En 1458 o después, regresó a Bolonia, donde se convirtió en orador público, proporcionando discursos para eventos oficiales, algo que más tarde también haría en la universidad. También comenzó a trabajar como profesor privado de retórica, teniendo alumnos de países y regiones como Hungría, Croacia y Bohemia. Sus alumnos más célebres fueron el historiador Leandro Alberti, que estuvo con Garzoni desde los diez hasta los catorce años, y Girolamo Savonarola, que fue alumno de Garzoni en 1476 y 1477, cuando era novicio en Bolonia.
Posteriormente trabó amistad con humanistas como Urceo Codro y Pomponio Leto.
Recibió su título en medicina en 1466 y siguió siendo profesor de medicina en la Universidad de Bolonia por el resto de su vida.

## Obras
Garzoni escribió 36 vidas de santos (o vitae), incluidas las de Águeda de Catania, Blasio, Catalina de Alejandría, Cecilia de Roma, Cristina de Bolsena, Cosme y Damián, Eustaquio de Roma, Félix de Roma y Félix II, San Jorge, Gervasio y Protasio, Hipólito de Roma, Juan el Apóstol, Lorenzo de Roma, Lucía de Siracusa, Margarita de Antioquía, algunos mártires mauritanos, Nereo y Aquileo, Primo y Feliciano, Próculo de Bolonia, Sebastián de Milán, Vito de Lucania e Hipólito, Simón de Trento, el mártir Pedro, Petronio de Boloña, Teodoro de Amasea, Sinforiano y Cristóbal de Licia.
Algunas de sus cartas se han recogido en diez libros de epístolas familiares.
Otras obras que sobreviven incluyen historias (principalmente historia boloñesa), diálogos, tratados, textos médicos y una gran cantidad de oraciones funerarias y de otro tipo, sobre una amplia gama de temas, desde religión hasta asuntos militares, incluida una historia pornográfica, Heliogalbalus. Muchos de estos son manuscritos inéditos, algunos trabajos publicados incluyen:
- Oratio de laudibus legum (en latín). Bologna: Caligola Bazalieri. 1499.
- De eloquutione libellus, 1503
- Ad clarissimum virum dominum Ioannem Blanchfeldum berliniensem prohemium in vitam divi Antonii abbatis, 1503
- De Rebus Saxoniae, Thuringiae, Libonotriae, Misnae, Et Lusatiae: 1518
- Chronica. Des Durchleuchtigen, Hochgebornen Fürsten vnd Herrn, Herrn Friderichen, Landgraffen in Düringen, Marggraffen zu Meychssen[et]c.: 1546 (reprinted 1584)
- Historiae Bononienses, reprinted in 2012 by Bononia University Press

El De miseria humana de Jean Gerson a veces se atribuye erróneamente a Garzoni.

## Otras lecturas
- Garzoni, Giovanni (1992). The letters of Giovanni Garzoni: Bolognese humanist and physician, 1419-1505. Scholars Press. ISBN 9781555401115.
- Kibre, Pearl (1968). «Giovanni Garzoni of Bologna (1419-1505) : professor of medicine and defender of astrology». Isis 58 (4): 504-514. doi:10.1086/350302.

- Datos: Q1526138
- Multimedia: Giovanni Garzoni / Q1526138